# Горичок Богдан Омелянович
Богдан Омелянович Горичок (3 вересня 1945, Чортків — 2 січня 2024, Івано-Франківськ) — радянський футболіст, що грав на позиції захисника. Відомий за виступами у складі «Спартак» з Івано-Франківська, у складі якого зіграв 295 матчів в чемпіонатах СРСР у класі «Б» та першій лізі СРСР Чемпіон УРСР 1969 і 1972 років.

## Клубна кар'єра
Богдан Горичок народився в Чорткові, в ранньому дитинстві перебрався з батьками до Івано-Франківська, де розпочав займатися футболом. У 1963 році на запрошення колишнього футболіста Мирослава Думанського Горичок став гравцем аматорської команди «Нафтовик» з Долини. у 1964 році долинська команда стає чемпіоном області, після чого її головного тренера запрошують на роботу до головної команди області — івано-франківського «Спартака». Разом із кількома іншими футболістами на запрошення тренера Богдан Горичок переходить до «Спартака», у якому дебютує в чемпіонаті 1966 року в класі «Б». У 1969 році в складі івано-франківської команди стає чемпіоном УРСР у класі «Б». У 1972 році івано-франківська команда стає переможцем зонального турніру другої ліги, що на той час вважався чемпіонатом УРСР, і у перехідних матчах проти ризької «Даугави» здобула путівку до першої ліги. В першій лізі Горичок грав лише один сезон, і після закінчення сезону 1973 року у зв'язку з загостренням старих травм завершив виступи на футбольних полях. Усього, за неповними підрахунками, Богдан Горичок зіграв за івано-франківську команду в чемпіонатах СРСР 295 матчів.
Після завершення виступів на футбольних полях колишній футболіст працював на різних посадах на кількох промислових підприємствах Івано-Франківська.

## Досягнення
- Переможець Чемпіонату УРСР з футболу 1969 в класі «Б».
- Переможець Чемпіонату УРСР з футболу 1972, що проводився у рамках турніру в першій зоні другої ліги СРСР.